# أديتيا راج كابور
أديتيا راج كابور (بالإنجليزية: Aditya Raj Kapoor)‏ هو منتج أفلام هندي، ولد في 1 يوليو 1956 في مومباي في الهند.

## وصلات خارجية
- أديتيا راج كابور على موقع IMDb (الإنجليزية)